# Giro delle Marche 1971
Il Giro delle Marche 1971, quarta edizione della corsa, si svolse il 17 aprile 1971. La vittoria fu appannaggio dello svedese Gösta Pettersson, il quale precedette il fratello Erik Pettersson e l'italiano Arturo Pecchielan.

## Ordine d'arrivo (Top 10)
| Pos. | Corridore           | Squadra           | Tempo |
| ---- | ------------------- | ----------------- | ----- |
| 1    | Gösta Pettersson    | Ferretti          | ?     |
| 2    | Erik Pettersson     | Ferretti          | ?     |
| 3    | Arturo Pecchielan   | G.B.C.-Zimba      | ?     |
| 4    | Pietro Guerra       | Salvarani         | ?     |
| 5    | Donato Giuliani     | Filotex           | ?     |
| 6    | Enrico Maggioni     | Cosatto-Marsicano | ?     |
| 7    | Giovanni Cavalcanti | Filotex           | ?     |
| 8    | Luigi Castelletti   | Molteni           | ?     |
| 9    | Mario Nicoletti     | G.B.C.-Zimba      | ?     |
| 10   | Vittorio Cumino     | Filotex           | ?     |